# I-5-ös főút (Bulgária)
Az I-5-ös főút egyike Bulgária 12 főútjának. A román határtól a görög határig tart, 397,3 km hosszú.

## Leírás
Az út Duna hídnál kezdődik. Ezután megkerüli Ruszét, majd Veliko Tarnovót, amiután délnyugat felé fordulva eléri Gabrovót. Ezután az út a Balkán-Hegység alatt folytatódik, a Sipka-szorosban, ahonnan az út Sipkánál tér ki.
Az út ezután átmegy Kazanlak közepén, megkerüli Sztara Zagórát, és egy csomópontban érinti az A1-es autópályával. Dimitrovgradtól délre a főút érinti még az A4-es autópályát is.

## Bővítések, tervek
- 2014 februárjában átadtak egy 24 km hosszú útszakaszt, így a főút már egészen a görög határig ért.
- 2015-ben terveket jelentettek be az A7-es autópálya megépítésére, amely majd leváltja az I-5-öt.[1]
- A Sipka-szorosi utazási körülmények javítására egy 3,2 km hosszú alagutat terveznek építeni.